# Брюссельський порт

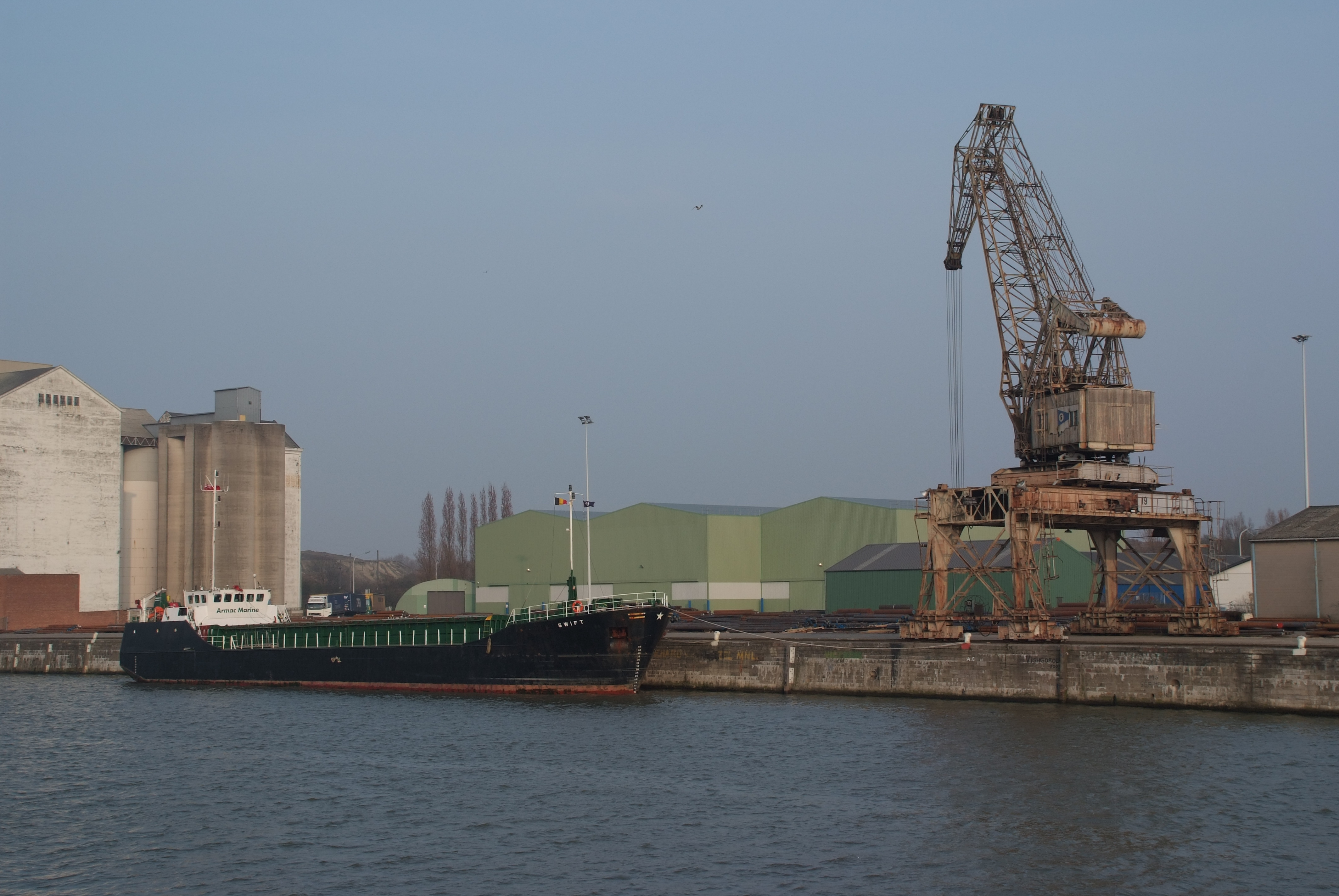
Судно у Брюссельському порту.

50°52′07″ пн. ш. 4°21′18″ сх. д. / 50.86866° пн. ш. 4.35492° сх. д.
50°52′7.35″ пн. ш. 4°21′17.51″ сх. д. / 50.8687083° пн. ш. 4.3548639° сх. д.
Брюссельський порт (нід. Haven van Brussel, фр. Port de Bruxelles) — порт в місті Брюссель, столиці Бельгії, розташований на стику каналів Брюссель — Шельда і Брюссель — Шарлеруа. Через канал Брюссель — Шельда з'єднує столицю країни з морським портом у Антверпені. Щорічно через Брюссельський порт перевозиться 18 млн т вантажів, в порту працює приблизно 12000 робітників.

## Історія

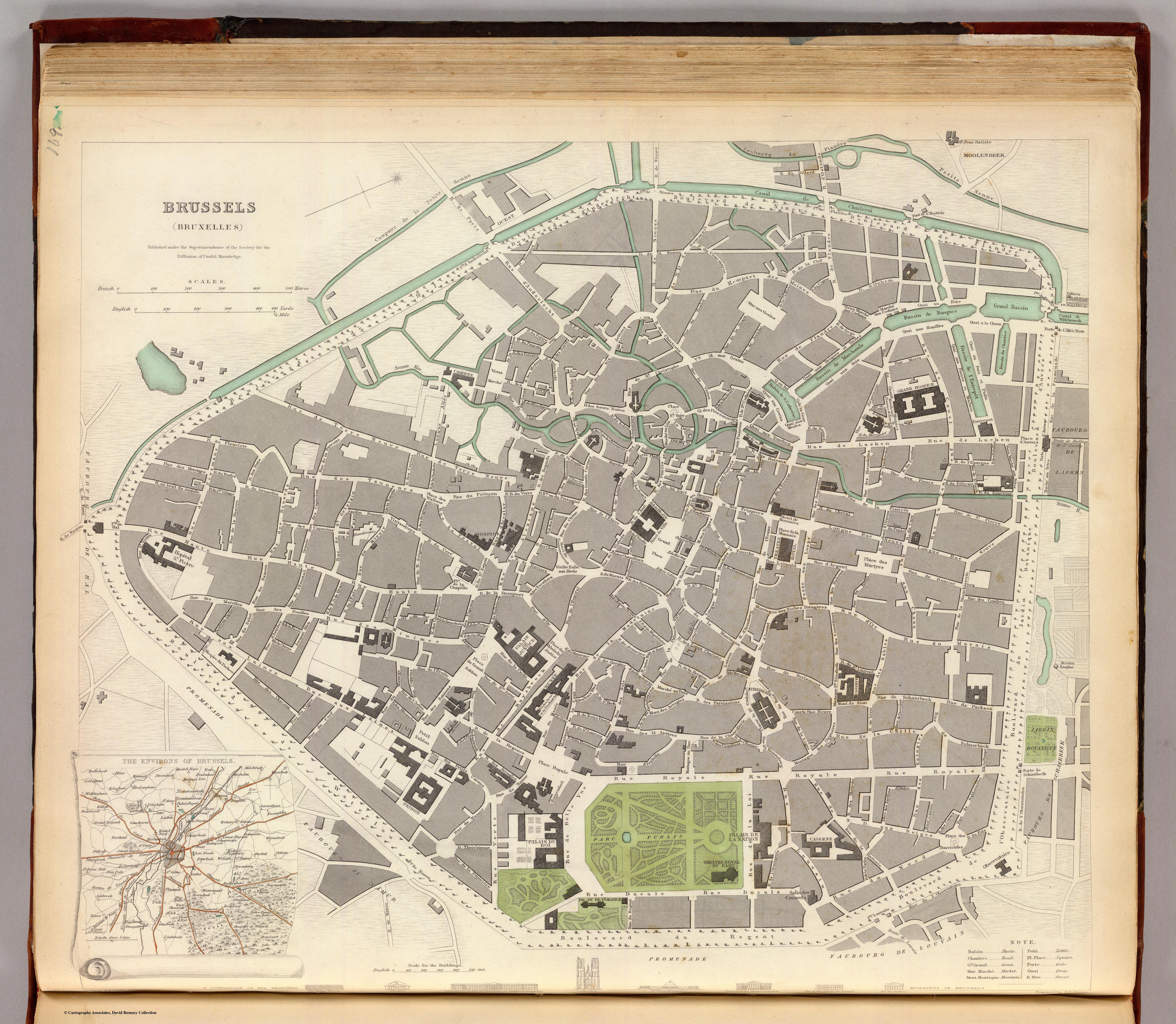
Карта Брюсселю 1837 року. На карті видно всі портові басейни (гавані), які проіснували від середини 16-го століття до кінця 19-го століття. З будівництвом наприкінці 19 століття нового брюссельського порту ці басейни були висушені. На їхньому місці з'явилися площі і вулиці.

Картина «Канал в Брюсселі» Ежена Будена (1871), на якій зображено портовий басейн (гавань) Бассе-де-Марша (Bassin de Marchand — Ринкова гавань). Разом з іншими такими старими гаванями, збудованими у 16 столітті, цей басейн було висушено і засипано наприкінці 19-го століття, на його місці тепер розташована площа Сен-Катрін з невеличким штучним декоротивним басейном.

В історії Брюсселя було три порти. До 1561 року єдиною водною артерією в Брюсселі, придатною для навігації була річка Сенна, на якій свого часу виникло місто. Річковий порт на річці Сенні в межах міста Брюссель існував з найдавніших часів. Однак, навігація на річці була ускладнена через несталий рівень води й прогресуюче замулювання.
Аби забезпечити місто надійним виходом до моря, 1561 року було збудовано Віллебруцький канал (тепер канал Брюссель — Шельда), що починався в Брюсселі й тягнувся до міста Віллебрук. Замість старого річкового порту на правому березі Сенни, було збудовано новий, більш сучасний, порт на каналі. Він складався з кількох портових басейнів (гаваней), виритих в центрі міста. Вже у 1560–1561 роках було вирито перші басейни — Барочний (фр. Bassin des Barques) і Торговий (фр. Bassin des Marchands). 1565 року було вирито додатково портовий басейн Святої Катерини (фр. Sainte-Catherine). Згодом було вирито ще басейни Комірний (фр. Bassin de l'Entrepôt) і Bassin de la Ferme des Boues. Райони Брюсселя біля каналу з часом стали одними з найфешенебельнішних. Ці портові басейни проіснували понад 300 років, до будівництва нового брюссельського порту наприкінці 19 — початку 20 століть. З будівництвом нового порту ці портові басейни було висушено й зарито, на їхньому місці було прокладено вулиці і площі.
Між 1829 і 1836 роками Віллебруцький канал було розширено, 1832 року до нього було приєднано новозбудований канал Брюссель — Шарлеруа. Місце стику каналів було зроблено неподалік від басейнів брюссельського порту. Порт був центром економічного життя міста. У 1870 році в порту причалило 167 суден.
Наприкінці 19-го століття почалися роботи з заміни старого брюссельського порту новим, побудованим на новому місці — на північному заході комуни. 1881 року було створено Брюссельське товариство з впровадження мореплавства (фр. Société des Installations maritimes de Bruxelles), задачею якого була розробка проекту нового каналу й пристосування його для морських кораблів. 1897 року місто витратило 14 млн. франків для покупки землі під будівництво нового великого порту і великого пакгаузу при ньому та для будівництва залізничної станції. Від комуни Моленбек-Сен-Жан до Брюсселя під будівництво нового порту було відведено 78 га землі у 1897 і потім у 1921 роках. Проект нового порту був готовий 1902 року, однак через Першу світову війну він був реалізований лише 1922 року. Порт було збудовано на стикові каналів Бруссель — Шельда і Брюссель — Шарлеруа, на кордоні між комунами Брюссель і Моленбек-Сен-Жан.
Для порту було збудовано великий портовий басейн Вергот, названий на честь бельгійського політика 19 - початку 20 століття О. Вергота (фр. Auguste Vergote).

## Робота порту
Порт знаходиться під управлінням Регіональної компанії Брюссельський порт (Société régionale du Port de Bruxelles/Gewestelijke Vennootschap van de Haven van Brussel), якою керує дирекція директорів під головуванням одного або більше міністрів Брюссельського столичного регіону. Від Брюссельського порту до морського порту в місті Антверпені каналом Брюссель — Шельда і далі річкою Шельдою кораблі проходять за 5 годин.